# Rudi Gernreich
Rudi Gernreich (Viena, 8 de agosto de 1922-Los Ángeles, 21 de abril de 1985) fue un diseñador de modas y activista gay de Estados Unidos nacido en Austria.

## Biografía
Nacido en Viena, Gernreich huyó de Austria a los 16 años, cuando llegó el nazismo, emigrando posteriormente a los Estados Unidos, donde se asentó en Los Ángeles (California). Como bailarín, trabajó en la compañía de Lester Horton hacia 1945.
Gernreich entró en el mundo de la moda a través del diseño de telas, trabajando luego en estrecha colaboración con la modelo Peggy Moffitt y el fotógrafo William Claxton, extendiendo los límites de la ropa de «aspecto futurista» durante tres décadas. Una exposición de su obra en 2003 en el Museo de Arte de Phoenix lo consagró como uno de los modistas estadounidenses más originales, proféticos y controvertidos de las décadas de 1950 a 1970.

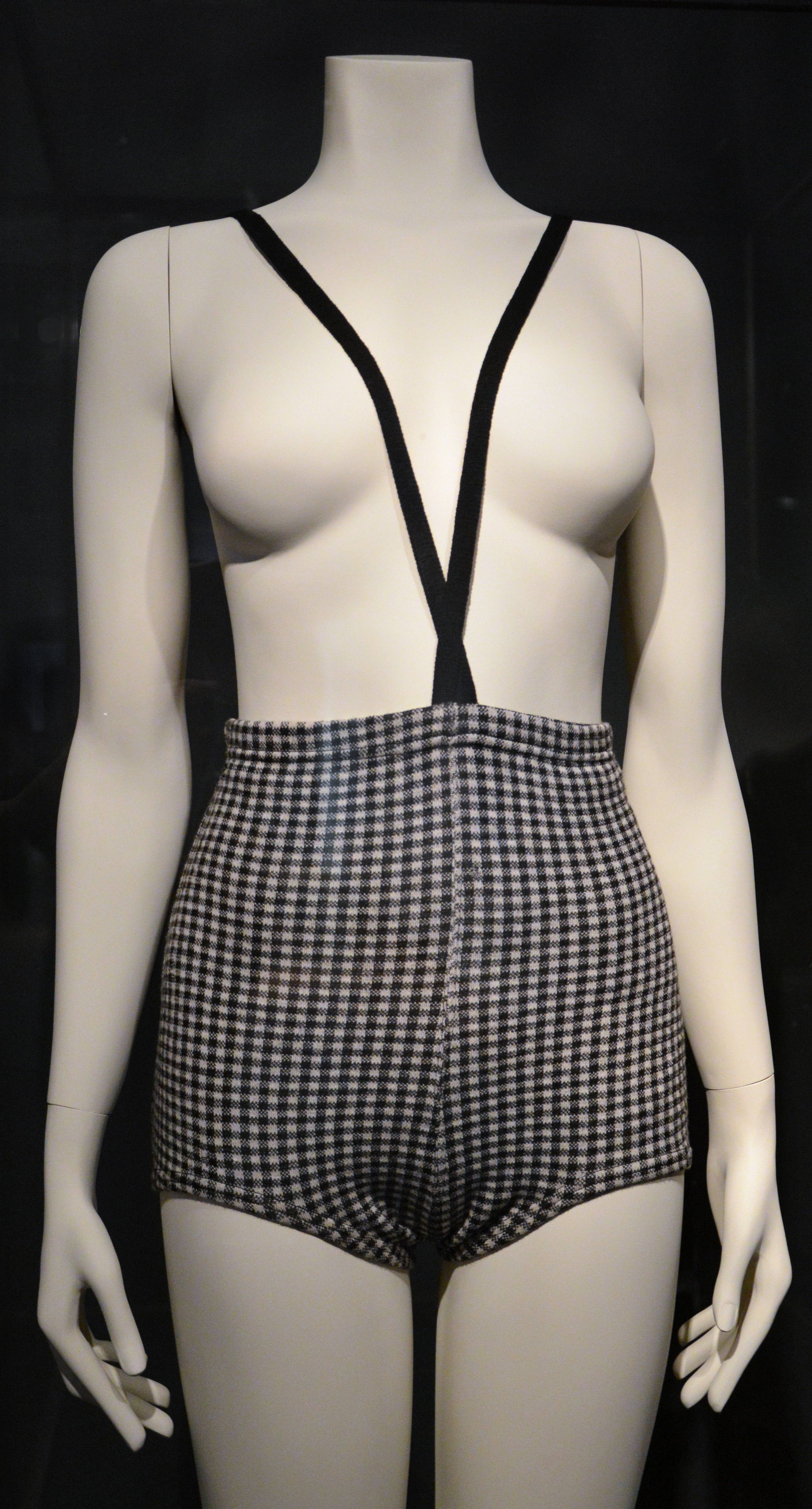
El monokini original de 1964 de Rudi Gernreich, un traje de baño en topless

Gernreich es quizás más conocido por su diseño del primer bañador topless, el monokini, así como del pubikini, un bikini con una ventanilla en el frente para mostrar el vello púbico de la mujer, y más tarde el bañador tanga. Era un gran defensor de la ropa unisex, vistiendo a los modelos masculinos y femeninos con ropa idéntica y afeitando sus cabezas y cuerpos por completo. También destacó por el uso de vinilo y plástico en sus diseños, diseñando los uniformes de la serie de televisión Space: 1999.
En la década de 1960, Gernreich creó el «No-Bra», un sujetador que fue fabricado por Lily of France. Estaba hecho únicamente de tela elástica, sin ningún tipo de alambres o forro; su único elemento de metal cerraba el sujetador en el frente. En 1972 también diseñó el «No-Bra Bra» para Warners, que estaba hecho completamente de tela elástica, sin elementos metálicos, y se ponía por la cabeza, como una camiseta. Dio a las mujeres modernas algo que la industria de los sostenes les podía vender, pero estaba dirigido a aquellas mujeres que ya habían dejado de comprar los productos de la industria. Como muchas de las creaciones de Gernreich, creó un breve revuelo y después desapareció silenciosamente.
Gernreich fue cofundador de la Mattachine Society, la primera sociedad homofila de los Estados Unidos. Apoyó a la organización con dinero, pero no permitió que se usase su nombre, prefiriendo que se dirigiesen a él como «R». Otro de los cofundadores, Harry Hay, fue el amante de Gernreich de 1950 a 1952, cuando Gernreich terminó la relación.
En sus últimos años, Gernreich decidió dedicarse a las sopas. Se le atribuye la creación de una receta para una sopa de pimiento rojo, una sopa fría servida dentro de pimientos rojos y aderezada con caviar y limón.

## The Temperamentals
En 2009, Gernreich y la Mattachine Society se convirtieron en materia de una obra de teatro, The Temperamentals de Jon Maran. Tras algunas actuaciones de pruebas en 2009, la obra se estrenó Off-Broadway en el New World Stages en febrero de 2010. El actor Michael Urie, que tenía el papel Gernreich, recibió el premio Lucille Lortel como mejor actor protagonista.

## Lectura adicional
- Moffitt, Peggy; William Claxton (1999). The Rudi Gernreich Book. Köln; London: Taschen. ISBN 9783822871973.